# Strombosiopsis tetrandra
Strombosiopsis tetrandra  es la única especie del género monotípico Strombosiopsis perteneciente a la familia de las olacáceas.    Es originaria de África.

## Descripción
Es un árbol que alcanza un tamaño de 10 m de altura, con tronco irregular y profundamente acanalado, de hasta 1 - 2 m de diámetro; se encuentra en el bosque primario en sitios bien drenados y en los bosques sujetos a inundaciones; en el sudeste de Nigeria y Camerún, y en la cuenca del Congo. La albura es blanca rosada.

## Propiedades
La corteza se usa como medicamento para tratar la infección parasitaria cutánea y subcutánea, diarrea, disentería; generalmente curativas.
Produce exudaciones-gomas, resinas, etc
Fitoquímica
Se una como veneno para pescar.
Madera
Los productos se usan como materiales de construcción; carpintería y aplicaciones relacionadas

## Taxonomía
Strombosiopsis tetrandra fue descrita por Heinrich Gustav Adolf Engler y publicado en Die Natürlichen Pflanzenfamilien II–IV: 148. 1897.